# 378 f.Kr.

## Händelser

### Efter plats

#### Grekland
- Den thebanske generalen och statsmannen Epaminondas tar befälet över Thebe. Pelopidas väljs till boeotark (alltså huvudmagistrat) av Thebe.
- Den atenske generalen Konons son Timotheios väljs till strategos av Ahen.
- Ett spartanskt försök att erövra Pireus för Aten och Thebe närmare varandra. Den atenske legosoldaten Kabrias besegrar spartanerna på slagfältet. Under slaget uppfinner Kabrias en ny försvarsteknik; han beordrar varje soldat att ta emot ett slag stående på vänster knä, med skölden vilande på marken och spjutet riktat mot fienden.
- Aten allierar sig med Thebe och bildar det andra atenska imperiet. Konfederationen inkluderar de flesta av det boeotiska städerna och några av de joniska öarna.

#### Sicilien
- Dionysios I:s av Syrakusa tredje krig med Karthago blir förödande. Han lider ett förkrossande nederlag vid Cronium och tvingas betala ett krigsskadestånd på 1 000 talenter samt avträda territorium väster om floden Halykos till karthagerna.